# 샤랑트주의 아롱디스망

2008년 개편 후 샤랑트 주의 아롱디스망과 캉통.

샤랑트주의 아롱디스망에는 총 3개가 있다.
- 앙굴렘 아롱디스망 (샤랑트 주의 주도 : 앙굴렘)은 21개의 캉통과 245개의 코뮌이 속해 있다.
- 코냐크 아롱디스망 (준주도 : 코냐크)은 8개의 캉통과 96개의 코뮌이 속해 있다.
- 콩폴랑 아롱디스망 (준주도 : 콩폴랑)은 6개의 캉통과 63개의 코뮌이 속해 있다.

## 역사
- 1790년 : 앙굴렘, 바르브지외, 코냐크, 콩폴랑, 로슈포코, 뤼페크 등 6개 디스트리크와 함께 샤랑트 주가 생성됨
- 1800년 : 앙굴렘, 바르브지외, 코냐크, 콩폴랑, 뤼페크 아롱디스망 생성
- 1926년 : 바르브지외, 뤼페크 아롱디스망 폐지
- 2008년 1월 1일 : 아롱디스망 구역 변경을 포함한 행정구역 개정.[1]